# Vimoutiers
 Vimoutiers  es una población y comuna francesa, situada en la región de Baja Normandía, departamento de Orne, en el distrito de Argentan y cantón de Vimoutiers. Fue reconstruida después de la Segunda Guerra Mundial.

## Demografía
| 3701 | 4572 | 5019 | 4918 | 4723 | 4418 |
| Para los censos de 1962 a 1999 la población legal corresponde a la población sin duplicidades (Fuente: INSEE [Consultar]) |      |      |      |      |      |

## Personalidades
- Amparo López Jean (1885-1942), feminista española, exiliada en Vimoutiers después de la Guerra civil española.[3]